# Анднор, Берит
Берит Анднор (швед. Berit Andnor; род. 20 ноября 1954 года) ― шведский политик. Министр здравоохранения и социальных дел Швеции в 2004–2006 годах. 

## Биография
Выросла в Гётеборге в рабочей семье. Берит и её сестра стали первыми в её семье, которые получили высшее образование. Окончила Университетский колледж Эстерсунда (ныне Университет Средней Швеции) в Емтланде. С тех пор она живет в этом регионе. 
В 1980-х годах она работала директором службы социального обеспечения в муниципалитете Берга. В 1982 году она была избрана в совет муниципалитета, а с 1986 по 1991 год она заседала в его исполнительном совете, что стало началом ее карьеры в качестве политика. В 1991 году она была избрана в Риксдаг. Она решила сосредоточить свою работу на вопросах гендерного равенства и политики на рынке труда. 
С тех пор Анднор занимала ряд высокопоставленных постов, таких как вице-президент Парламентской ассамблеи Совета Европы в 1996–1998 годах, и председатель Шведского национального совета по рынку труда в 1997–2000 годах. Она также была членом исполнительного комитета Национальной женской федерации социал-демократов с 1995 по 2003 год. 
Тем не менее, её имя было мало известно общественности, когда премьер-министр Йоран Перссон назначил её министром по делам детей и семьи в 2002 году. 1 ноября 2004 года она стала министром социальных дел. 
С октября 2006 года и до 2010 года она была председателем парламентского комитета по конституции, и после выборов 2010 года она покинула Риксдаг. 
В 2011 году она была назначена на пост губернатора Блекинге на срок с 1 октября 2011 года по 30 сентября 2017 года. 